# Xarchiver
Xarchiver – graficzna nakładka na różne konsolowe narzędzia archiwizujące w systemach operacyjnych GNU/Linux oraz BSD. Powstał jako projekt w założeniu niezależny od środowiska graficznego. Jest domyślnym narzędziem archiwizującym w takich linuksowych dystrybucjach jak Xubuntu i KateOS oraz środowiskach graficznych Xfce i LXDE.
Został napisany w języku C, a do obsługi interfejsu wykorzystuje bibliotekę GTK.
Obsługuje on następujące formaty archiwów: 7z, ARJ, bzip2, gzip, LZMA, RAR, RPM, DEB, tar, oraz ZIP.